# Giuseppe Madini
Giuseppe Madini (Milano, 16 luglio 1923 – Sanremo, 23 ottobre 1998) è stato un calciatore e allenatore di calcio italiano, di ruolo attaccante.

## Carriera
In gioventù ha militato nella SAFAR di Milano.
Ha successivamente giocato in Serie A con l'Inter  e in B con Monza, Lecce e Mantova.
Ha debuttato in serie A il 5 ottobre 1947 in Sampdoria-Inter 1-4.